# Enrique Fernández Granados
Enrique Fernández Granados (Ciudad de México, 4 de junio de 1867 - ibídem, 18 de febrero de 1920) fue un poeta, periodista, traductor y académico mexicano. 

## Semblanza biográfica
Realizó sus estudios en la Escuela Nacional Preparatoria. Inició su actividad en el periodismo en El Liceo Mexicano, colaborando además en El Mundo Literario Ilustrado, la Revista Azul, Revista Moderna, Revista de Revistas y Vida Moderna. En sus artículos periodísticos utilizó el seudónimo de Fernán Grana, de forma parecida a como lo hizo Isidoro Fernández Flórez quien utilizaba el seudónimo de Fernánflor.
Su estilo poético pertenece al modernismo.  Fue nombrado miembro de número de la Academia Mexicana de la Lengua, tomó posesión de la silla XVI el 22 de marzo de 1909, fue secretario de la institución desde 1916 hasta su muerte, la cual ocurrió el 18 de febrero de 1920 en la Ciudad de México.

## Obras publicadas
- Exóticas, versiones traducidas de poemas franceses e italianos.
- Frondas de Italia, traducción de poemas italianos.
- Carducci, traducción de poemas de Giosuè Carducci.
- Mirtos, 1889.
- Margaritas, 1891.
- Mirtos y margaritas, 1894.